# Jared Leto
Jared Joseph Leto (Bossier City, Luisiana, 26 de diciembre de 1971) es un actor, cantante, director y productor estadounidense. Es fundador de la banda de rock alternativo 30 Seconds to Mars y ganador de los premios Óscar, Globo de oro y del SAG.

## Biografía
Vivió en su ciudad natal hasta que sus padres se divorciaron cuando era pequeño, quedando la custodia para su madre Constance. Tras la separación, vivió con su hermano mayor, Shannon Leto, su madre y su abuelo. Él y su familia se mudaron a diferentes lugares como Colorado, Virginia, Wyoming y Haití por motivos laborales.
Sus primeras participaciones en televisión las realizó en las series Camp Wilder, en 1992, Almost Home, en 1993, y My So-Called Life, en 1994, junto a Claire Danes. Su debut cinematográfico se llevó a cabo en How to Make an American Quilt. Más tarde participó en las películas Secuestro (1997), Urban Legend (1998), La delgada línea roja (1998), Fight Club (1999), Requiem for a Dream (2000), Panic Room (2002), Alexander (2004) y Lord of War (2005), entre otras. 
Lanzó su álbum debut en 2002, el cual fue titulado con el mismo nombre de la banda. El álbum recibió críticas positivas en general. Desde ese momento la banda fue creciendo en popularidad y reconocimiento en todo el mundo. La popularidad de la banda y las ventas de su segundo álbum le dieron a Leto la oportunidad de participar en el 6th Annual Hollywood Life Awards de diciembre del año 2006.
Entre sus principales éxitos está la canción «The Kill», la cual se encuentra en su segundo álbum de estudio, A Beautiful Lie; y «Kings and Queens», perteneciente a su tercer álbum, This Is War. A principios de 2013 finalizó la grabación de su cuarto álbum de estudio con 30 Seconds to Mars, Love, Lust, Faith and Dreams, del que se desprende el sencillo «Up in the Air», que fue lanzado al espacio desde la NASA.

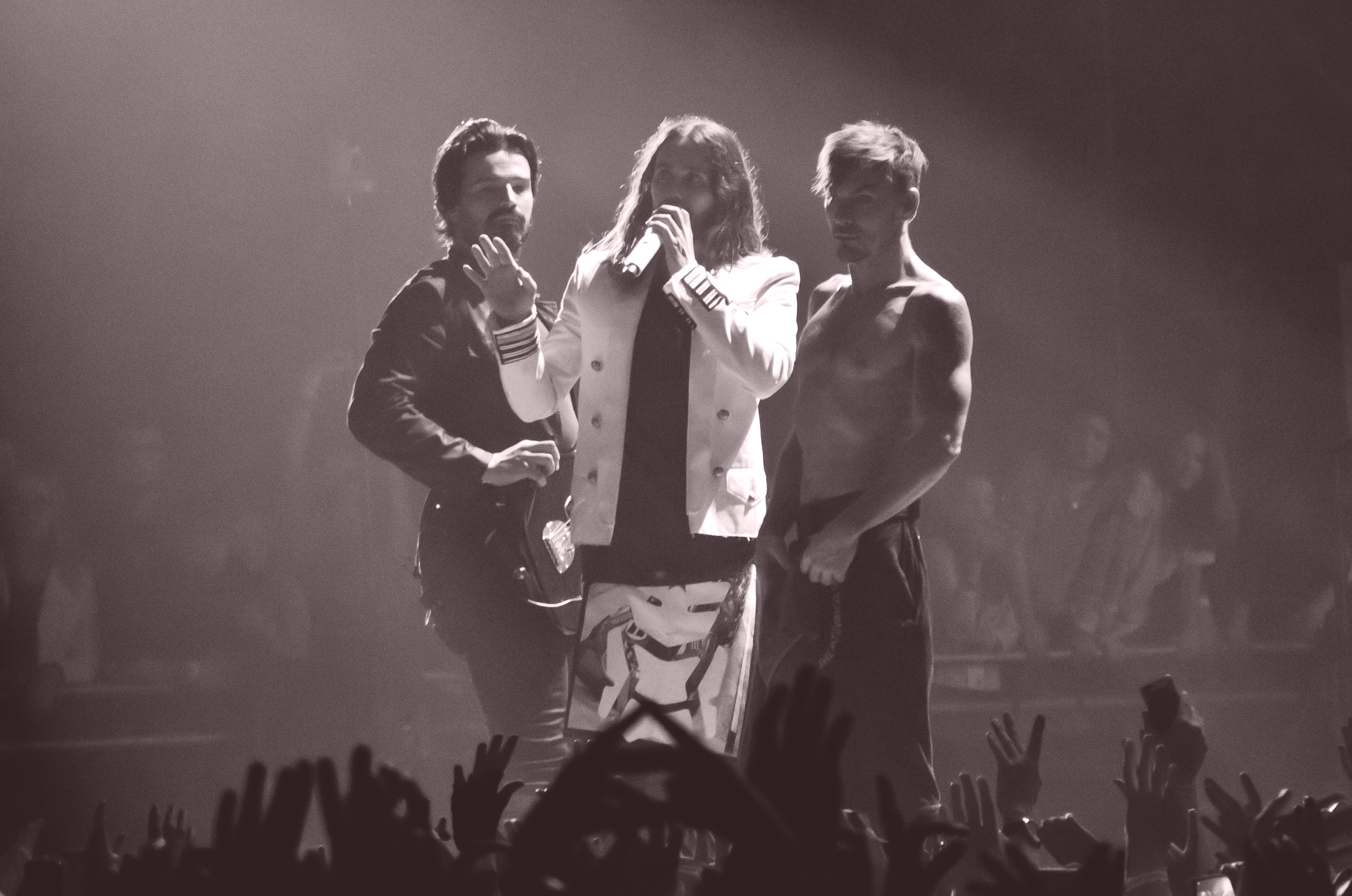
30 Seconds to Mars en vivo en Moscú.

En 2015, Leto fue expuesto públicamente en un vídeo insultando groseramente a la cantante Taylor Swift. Al año siguiente, Leto perdió la demanda que presentó contra TMZ, el programa de televisión que difundió el material.

## Infancia y adolescencia
Jared Joseph Leto nació el 26 de diciembre de 1971 en la ciudad de Bossier City, Luisiana, donde vivió hasta que sus padres se divorciaron cuando era pequeño, quedando la custodia en manos de su madre Constance. Tras la separación, él vivió con su hermano mayor, Shannon Leto, su madre y su abuelo. Su madre se volvió a casar pronto y, más tarde, su padre también. Jared Leto y su familia se mudaron a diferentes lugares como Colorado, Virginia, Wyoming y Haití por motivos laborales. «El padre de mi madre trabajaba para la fuerza aérea», explicó Leto en una entrevista, y agregó: «Mudarse constantemente era para mí una manera normal de vivir».

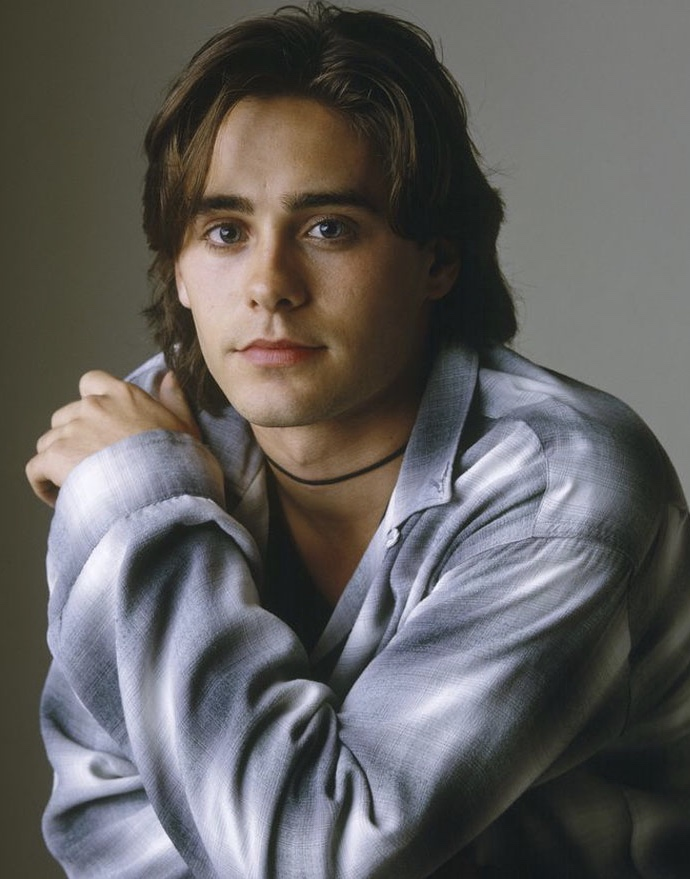
Jared Leto 1994.

Su madre, Constance Leto, siempre alentó a sus hijos a involucrarse con el arte. Los dos hermanos pronto formaron una banda, ya que su interés por la música rock surgió desde que eran muy jóvenes. El primer instrumento que recibió el pequeño Jared fue un piano, que aprendió a tocar fácilmente. Empezó con canciones de rock clásico de sus bandas favoritas, Pink Floyd y Led Zeppelin. Ha declarado que sus influencias musicales son: Nirvana, Alice in Chains, Deftones, Led Zeppelin, Guns N' Roses, Pearl Jam, The Goo Goo Dolls, Stone Temple Pilots, Everclear, Pink Floyd, Radiohead, The Cure y U2.[cita requerida]
Leto comentó en una entrevista para la revista Kerrang!: «Crecí en un ambiente de actores, músicos, fotógrafos y diferentes actores de teatro». Cuando apenas contaba doce años de edad, trabajó de lavaplatos durante una larga temporada por un salario mínimo. Poco más tarde, compraría su primera guitarra.
Cuando se encontraba en décimo grado, decidió regresar y centrarse en su educación, ingresando en el colegio privado Flint Hill High School en Oakton, Virginia, y terminó graduándose en la Emerson Preparatory School en 1989. Poco después, Leto fue a la Universidad de Filadelfia, donde estudió Arte, y decidió especializarse en pintura. Pasado un tiempo, desarrolló gran interés en la actuación, por lo que dejaría sus estudios de pintor. Leto se trasladó a Nueva York para iniciar clases en la escuela de interpretación New York City's High School of Visuals Arts, donde se especializó en cine. Mientras aún era estudiante de instituto, escribió y protagonizó su primer cortometraje, el cual fue titulado Crying Boy.

## Carrera cinematográfica

### Comienzos en televisión (1992-1995)
En 1992, se mudó a Los Ángeles para comenzar su carrera como actor. Obtuvo sus primeros papeles en series de televisión como Camp Wilder y Almost Home, en 1993, y después participó en la serie My So-Called Life como Jordan Catalano, el objetivo amoroso del personaje de Claire Danes. Un año más tarde, en 1994, hizo su debut en televisión en Cool and the Crazy. En ese momento, ganó bastante popularidad siendo considerado un ídolo juvenil. Su debut cinematográfico se produjo en la película How to Make an American Quilt, en 1995, un título dirigido por Jocelyn Moorhouse. Más tarde, coprotagonizó junto a Christina Ricci la película The Last of the High Kings y también participó en la película Secuestro, de 1997.

### Éxito crítico temprano (1997-1999)
Su primer papel protagonista fue en Prefontaine (1997), que recrea la biografía del corredor Steve Prefontaine. Para el papel Leto indagó en la vida del deportista, su familia y amigos, adaptando su voz y hasta su forma física. La transformación fue tan completa que, al verlo, la hermana del corredor se emocionó hasta llorar. Su actuación obtuvo muy buenas críticas. 

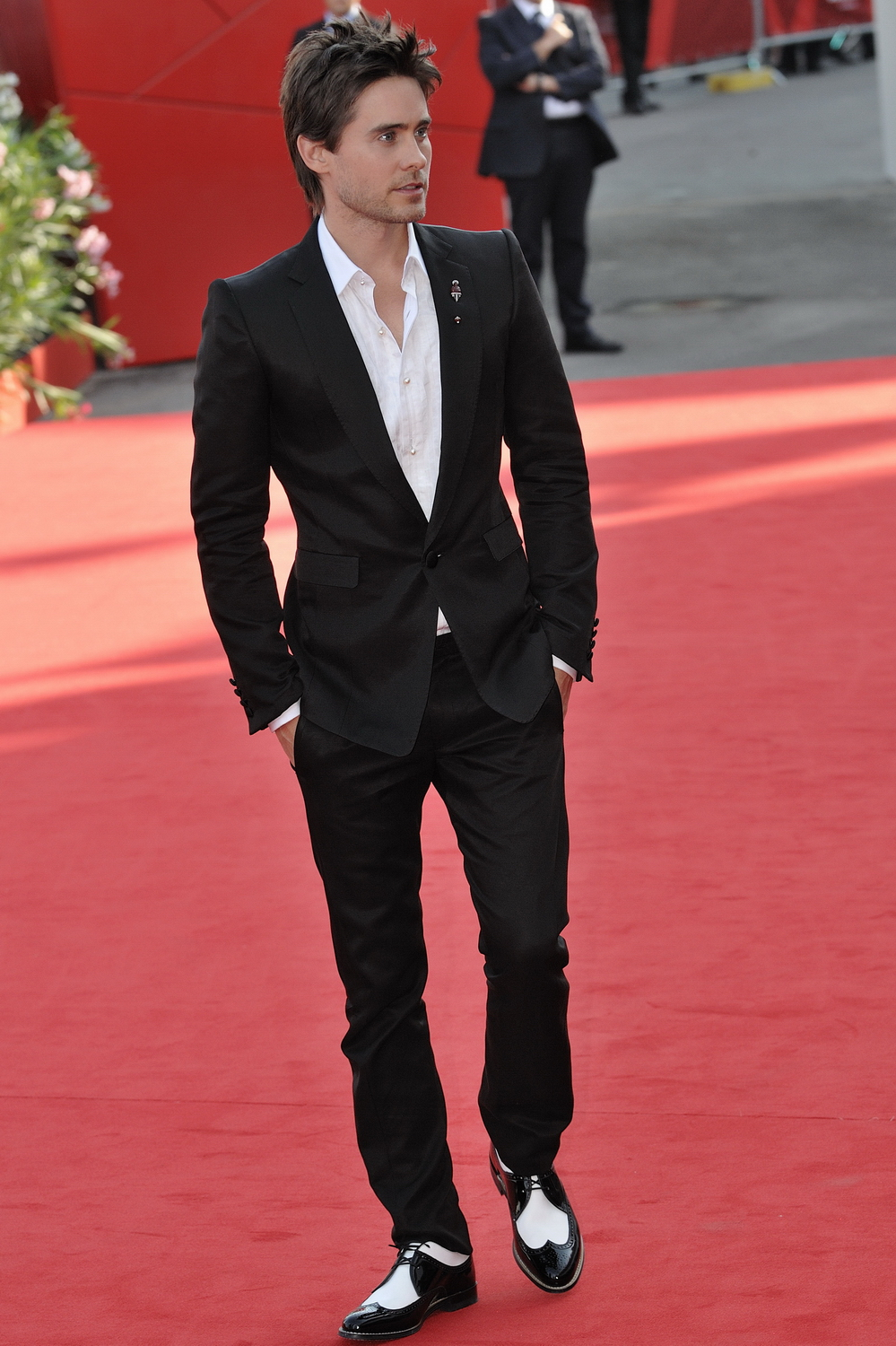
Jared Leto fue nombrado una de las «50 personas más bellas» en 1996.

 Después de conseguir el papel de un joven aristócrata en la película de 1998 Basil, protagonizó el filme de terror Urban Legend, dirigido por Jamie Blank. En esta cinta interpretaba a un estudiante de periodismo que, junto a sus compañeros, persigue a un asesino en serie que recrea una antigua masacre convertida en leyenda urbana. Dicha película obtuvo un gran éxito comercial. Más tarde, vendrían La delgada línea roja (1998), Black and White (1999), Fight Club (1999) e Inocencia interrumpida (1999), esta última junto a Winona Ryder y Angelina Jolie. Por esta interpretación Leto fue nominado a un premio de la Broadcast Film Critics Association en la categoría de Mejor actor de reparto.

### Reconocimiento mundial (2001-2006)
Jared Leto actuó en el papel de Paul Allen en el filme de culto American Psycho, basado en la novela homónima de Bret Easton Ellis. Posteriormente, interpretó a un adicto a la heroína en otro reconocido film, Requiem for a Dream. Su preparación para el papel fue extrema. Leto vivió en las calles de la ciudad de Nueva York y se aisló completamente, incluso cortó el contacto con su novia del momento, Cameron Díaz, durante dos meses. Perdió 28 kilos para interpretar con realismo a su personaje. Finalizado el rodaje, se trasladó a Portugal, para retirarse una temporada en un monasterio y así recuperar su salud y peso. Más tarde admitiría que quizá se extralimitó un poco en la preparación y confesó que fue lo más duro que ha hecho. Después del éxito de Requiem for a Dream, protagonizó una comedia, Highway, en 2002. En 2002 vuelve a trabajar con el director David Fincher, en Panic Room, para interpretar a un ladrón que aterroriza al personaje de Jodie Foster y su hija. La película recaudó más de 30 millones de dólares durante su primera semana de estreno en Estados Unidos. También apareció en Phone Booth, interpretando a un actor en una producción teatral de Drockula. Él y el personaje de Colin Farrell comparten una escena que fue suprimida de la película, pero que más tarde se incluyó cuando la película se pasó en televisión.
Tras pasar dos años centrado en su carrera musical, volvió al cine en 2004, con el papel secundario de Hefestión en la película de Oliver Stone Alexander (Alejandro Magno). Aunque la película fue un fracaso en su país, tuvo éxito a nivel internacional, recaudando 139 millones de dólares fuera de Estados Unidos. En 2005, Leto apareció en Hubert Selby, un documental sobre la vida y obra del escritor Hubert Selby Jr. En 2006 apareció en Lonely Hearts, una producción que protagonizó junto a Salma Hayek, en el papel de Martha. La película tuvo diferentes acogidas, pero muchos críticos dijeron que «la actuación de Jared sí vale la pena».

### Papeles recientes (2007-2021)

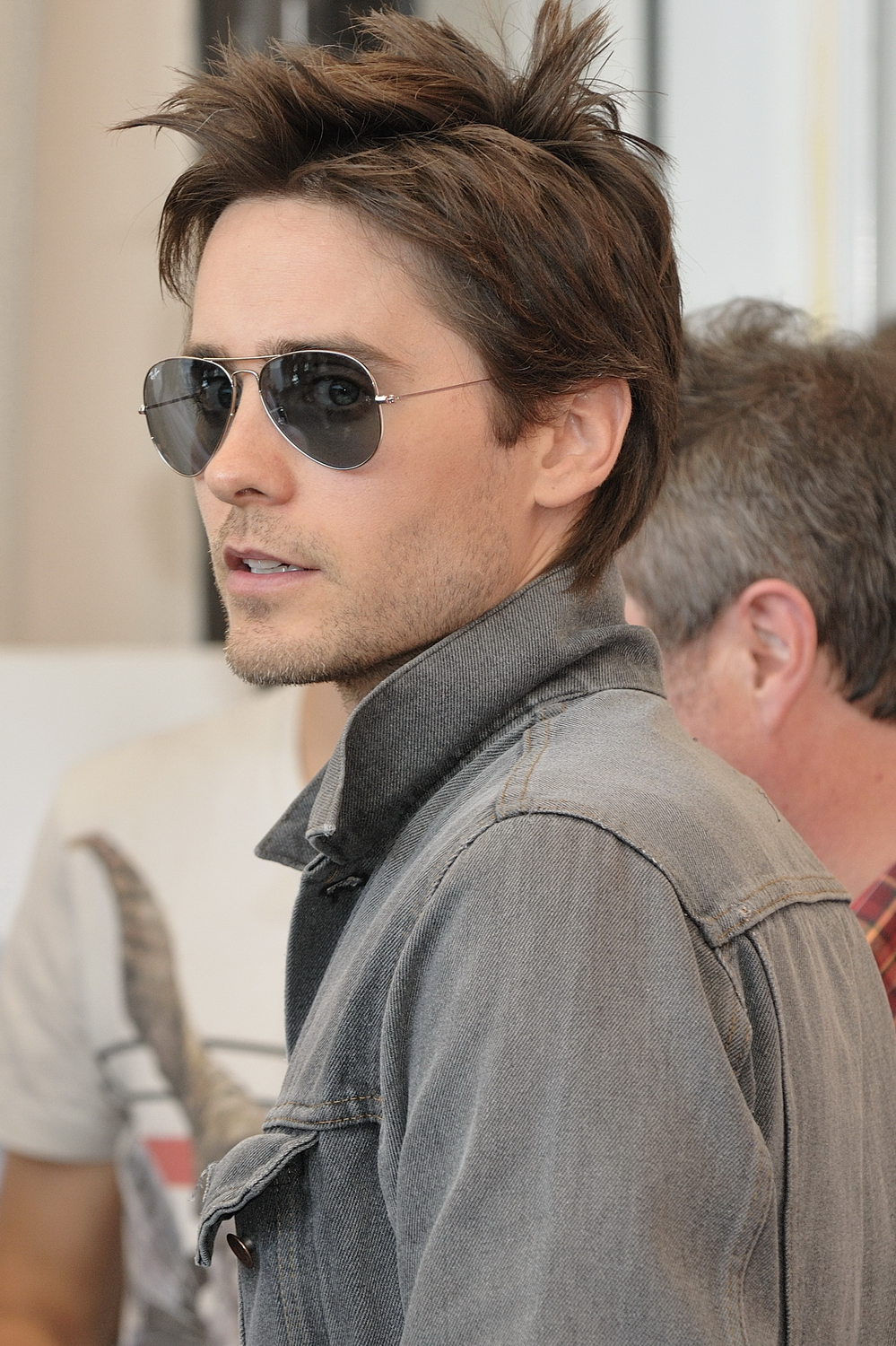
Jared Leto en el Festival de Cine de Venecia de 2009.

Tras Lonely Hearts, Leto apareció en la película Chapter 27, que se estrenó en 2007, donde interpreta el papel de Mark David Chapman, el asesino de John Lennon. Para el papel tuvo que aumentar 30 kilos. Ganar peso fue más fácil que hacer dieta para tener el cuerpo esquelético de su papel como el drogadicto Harry Goldfarb en Requiem for a Dream. De hecho, tuvo que usar una silla de ruedas debido a la sobrecarga del peso ganado en tan poco tiempo. Después del rodaje, Leto hizo una dieta líquida rápida. Explicó: 

Ha sido muy extraño: pimienta de cayena, limón y agua, además de no comer nada durante diez días consecutivos, lo que me hizo perder diez kilos los primeros diez días.
Perder el peso de más que gané durante el rodaje de la película fue todo un desafío; me tomó alrededor de un año volver a un estado en el que me sintiese medio normal. No sabía si volvería a estar como antes; realmente el haber ganado mucho peso me causó muchos problemas.

La película recibió críticas negativas y se consideró, en general, una decepción. Sin embargo, el trabajo de Leto fue bien recibido por los críticos. Joe Neumarier, del New York Daily News, escribió: «Jared Leto hace un retrato apasionante que te hace difícilmente querer mirar hacia otro lado». Y continuó: «Arrastrando las palabras, su espeluznante actuación lo distingue». Mientras que Rex Reed alabó a Jared diciendo: «Una actuación galvanizada por un irreconocible actor, Jared Leto, que puede considerarse verdaderamente un actor inolvidable».
Durante este periodo, Leto se centró cada vez más en su banda, rechazando una película de Clint Eastwood, Flags of Our Fathers. Explicó su rechazo, diciendo que:

Es un sueño hecho realidad cuando Clint Eastwood te pide trabajar en sus películas; estuve devastado por no participar en su película, pero tenía compromisos, se estaba lanzando un disco en el que había estado trabajando. Era una época muy, muy importante; fue un momento decisivo, fue una de esas decisiones que tomas, en donde se pueden ver dos caminos, y creo que tomé la decisión correcta para mí. Me encantaría trabajar con Clint Eastwood en un futuro, ya que él es uno de mis héroes.

 También fue elegido por Joy Harold Clayton Beresford para participar, en 2007, en Awake. Más tarde, rechazó el papel debido a conflictos de programación con su banda y fue reemplazado por Hayden Christensen. En 2009, volvió al cine para trabajar en Mr. Nobody, en el papel de «Nemo Nobody», interpretando a un personaje de 118 años de edad. La película se financió principalmente a través de entidades europeas y fue de edición limitada. Boyd Van Hoeij, de Variety, elogió a Leto diciendo: «Lo más cerca que la película llega a estar de un centro de gravedad se encuentra en las escenas que transcurren en el año 2092; es lo que la hace elevarse: no es la puesta de sol, sino la actuación de Jared Leto». Bruce Kirkland, de Jam, dijo sobre Leto: «Jared rinde maravillosamente; su actuación es de purasangre, con cuya fuerza gira alrededor del cerebro». Leto fue nominado para la copa Volvi al mejor actor de cine en el 66.° Festival Internacional de Cine de Venecia por su actuación en esta película.
En 2011 fue el narrador de TT3D: Closer to the Edge, una película documental sobre el TT, la famosa carrera en motocicleta anual que tiene lugar en la inglesa Isla de Man. La película fue bien recibida tanto crítica como comercialmente, recaudando más de 1.4 millones de dólares, lo que lo convirtió en el séptimo documental más exitoso de todos los tiempos en el Reino Unido. En noviembre de 2012 se anunció que Leto aparecería como un joven delgado víctima de VIH en la película Dallas Buyers Club. El rodaje comenzó en noviembre de 2012 y la película se estrenó a fines de 2013. Por esta actuación, fue nominado a los premios Globos de Oro, SAG Awards, Indie Spirit Awards y los Óscar, en el 2014, como mejor actor de reparto, ganando todos los premios.
En 2016 apareció en Escuadrón suicida dando vida al villano Joker. La película se estrenó el 5 de agosto de ese año, recibiendo críticas negativas. Sin embargo, la actuación de Leto fue elogiada a pesar de la breve aparición de su personaje. Ashwani Singh, de Thenewsrecorder.com, escribió: "La actuación de Leto fue fascinante, lo decepcionante fue el tiempo que estuvo en la película (alrededor de 25 minutos)". Julia Callahan, de Nouse.co.uk, escribió: "Espero ver más del Joker de Jared Leto (que me dio auténticos escalofríos, y que en un futuro merece realmente salir más tiempo en pantalla)".
En agosto de 2017, se confirmó que repetiría su papel en múltiples películas en el universo compartido, incluidas Gotham City Sirens, y una película aún sin título centrada en el Joker y Harley Quinn. En junio de 2018, Variety informó que se estaba desarrollando una película centrada en el Joker. Leto se desempeñaría como productor ejecutivo además de retomar su papel de Joker, con la intención del estudio de que la película "allanará el camino" para todos los demás proyectos relacionados con Suicide Squad. Leto también participaría en la contratación del equipo de producción de la película. En octubre de 2020, se informó que Leto volvería a interpretar su papel de Joker en Zack Snyder's Justice League.
En noviembre de 2017, Sony Pictures anunció planes para una adaptación cinematográfica de Morbius, el vampiro viviente, que sería parte del Universo de personajes de Marvel de Sony Pictures. El 27 de junio de 2018 se anunció que Leto la protagonizaría y Daniel Espinosa la dirigiría. Se preveía su estreno para el 19 de marzo de 2021.
En agosto de 2020, se anunció que Leto interpretaría al personaje Ares en la película tercera película de Tron Ares, la secuela de Tron: Legacy de 2010, que luego confirmó en su Instagram.
El 29 de enero de 2021, se estrenó en Estados Unidos en algunos cines y en HBO Max, la película, The Little Things que protagoniza junto con Denzel Washington y Rami Malek, interpretando a Albert Sparma un supuesto asesino en serie.

## Carrera musical

### Formación de30 Seconds to Mars

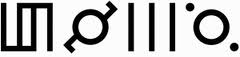
Los símbolos oficiales de la banda, creados por Leto.

30 Seconds to Mars se formó en Los Ángeles (California), en 1998, por los hermanos Jared (voz, guitarra y bajo) y Shannon Leto (batería). Comenzó como un pequeño proyecto familiar, pero las cosas empezaron a funcionar con cierta rapidez y pronto el bajista Matt Wachter se unió a la banda en 2001. Poco más tarde también se unieron Solon Bixler en la guitarra rítmica y Kevin Drake en la guitarra acústica, aunque la estancia de este último fue bastante corta debido a problemas principalmente relacionados con el turismo.
Jared Leto explicó el nombre de la banda:

Para nosotros, el nombre “30 Seconds to Mars” tiene poco que ver con el espacio, el universo y esa clase de cosas. Es un nombre que funciona en varios ámbitos diferentes. Lo más importante es la buena representación de nuestro sonido. Es una frase lírica, sugerente, cinematográfica y llena de inmediatez. Dispone de un cierto sentido de alteridad. El concepto de espacio es tan grande y global que dudo que haya una canción escrita que no caiga dentro de la frase".

### Álbum debut:30 Seconds to Mars(2002)
En 1999, la banda firmó su primer contrato con Virgin Records. Un año más tarde, comenzó la planificación de lo que posteriormente sería su primer álbum, también titulado 30 Seconds to Mars y grabado en el transcurso de 2001 y 2002. El álbum se lanzó al mercado el 27 de agosto de 2002 y fue producido por Bob Ezrin, Brian Virtue y Jared Leto. En general, recibió críticas positivas. Está claramente inspirado y puede compararse con las bandas Pink Floyd y Tool. Este álbum es descrito generalmente como un álbum conceptual.
El disco alcanzó la posición número #107 en el Billboard 200, incluyendo la posición número #1 en el Top Heatseekers. Del álbum se extrajeron únicamente dos sencillos, el primero fue "Capricorn (A Brand New Name)" y el segundo "Edge of the Earth"; ambos lograron entrar en listas, con la posición máxima del puesto #31 en el U.S. Mainstream Rock, vendiendo 121.000 unidades en Estados Unidos. A nivel mundial el álbum ha vendido más de dos millones de copias.
A finales del año 2002, el guitarrista Solon Bixler deja la banda por problemas personales. El 29 de enero de 2003, el guitarrista y seguidor de la banda, Tomo Milicevic, se trasladó a Los Ángeles y ahí se presentó en las audiciones para ser el nuevo guitarrista y se ganó el respeto y la aceptación de los miembros de la banda, logrando su objetivo.

### Éxito comercial:A Beautiful Lie(2005)

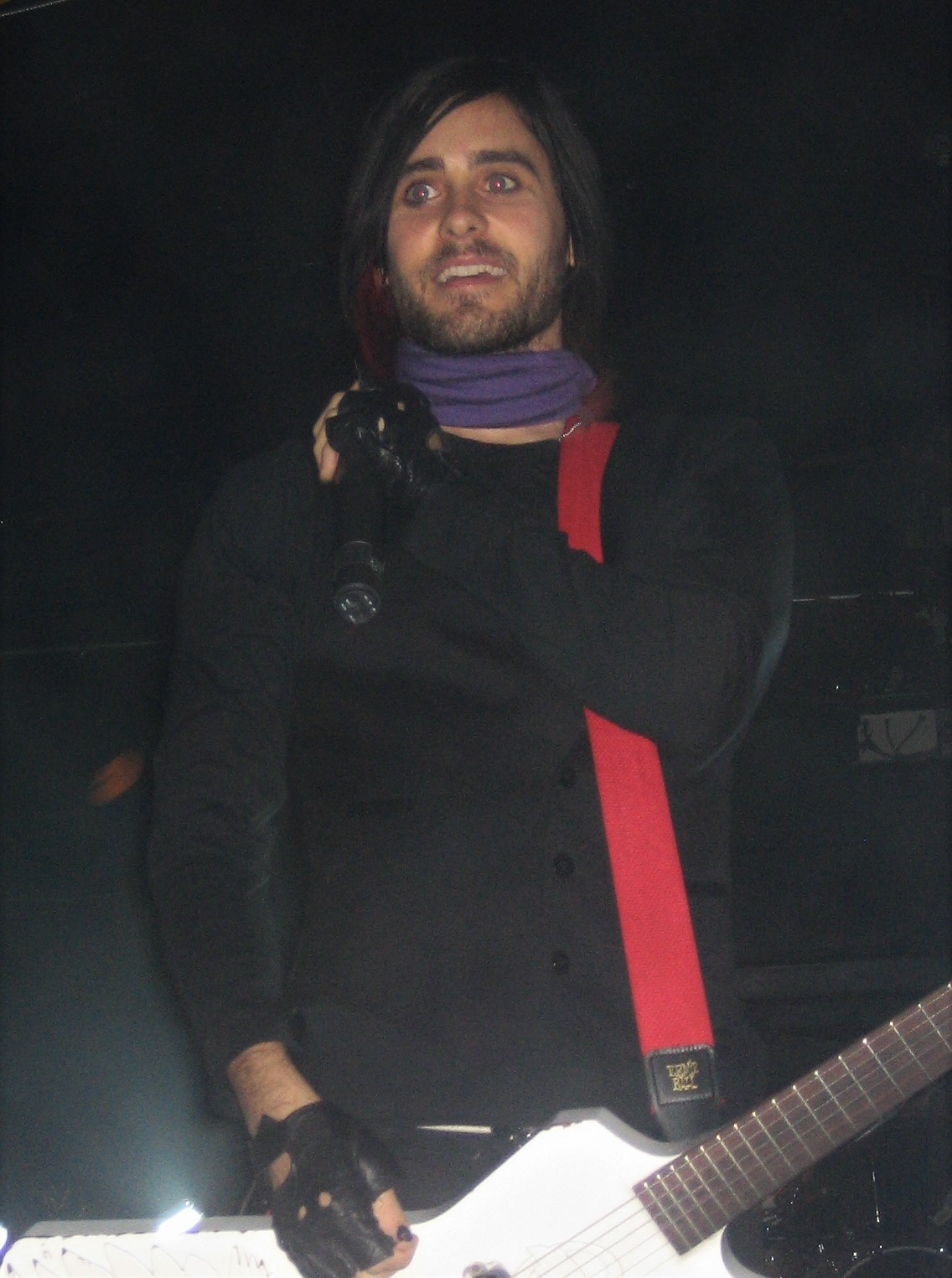
Leto en Carolina del Norte en 2006.

En 2003 la banda comenzó con la planificación de su segundo álbum de estudio. Para este nuevo material la banda viajó durante tres años a cuatro continentes diferentes, incluyendo cinco países diferentes, así perfeccionándose y también tomando en cuenta la carrera de actor de Jared Leto. Para este álbum, Leto quiso explorar un sonido acústico completamente nuevo y mucho más íntimo y dijo: «En el primer álbum creé un mundo, luego, me oculté detrás de él». Este segundo álbum, A Beautiful Lie, fue puesto a la venta el 30 de agosto de 2005 con el mismo sello discográfico del disco anterior. Este álbum difiere notablemente del álbum debut, tanto musical como líricamente. Las letras de las canciones del primer álbum hablan sobre la lucha humana, mientras que en este proyecto las canciones tratan temas totalmente diferentes; además las canciones introducen voces intensas, gemidos de dolor y muchos efectos de sintetizador.
Con A Beautiful Lie, era hora de adoptar un acercamiento más personal y menos cerebral. Aunque este álbum esté todavía lleno de elementos conceptuales e ideas temáticas, en última estancia está más relacionado con el corazón que la cabeza; habla sobre la honestidad brutal, el crecimiento y el cambio. Es una increíblemente íntima mirada de una vida que está en el cruce de caminos. Un crudo viaje emocional, una historia de: «vida, amor, muerte, dolor, alegría, pasión y de todo lo que es un ser humano».
«Además de ser más directo en las letras, este álbum ha sufrido también una transformación musical. Cambiamos pasajes mucho más progresivos por otros más flacos y construcciones mucho más impactantes y se ha usado algo del ecleticismo para complementar la honestidad de las letras. Quisimos concentrarnos en el interior de las canciones", comentó Leto. "Para dejar fuera cualquier elemento extraño, para llegar a la verdad de todo ello. Para nosotros no fue tan acerca de cuánto podríamos hacer, sino de qué tan poco. Ese fue el principio de muchos desafíos; trabajé mucho para crear algo muy especial y diferente a lo de la primera vez, tanto musical como conceptualmente. Aquel primer CD siempre será lo mismo cueste lo que cueste, pero para avanzar hay que dejar atrás algunas cosas. Eso no fue lo más difícil; de algún modo fue el nacimiento de algo nuevo y la muerte de algo viejo».[cita requerida]

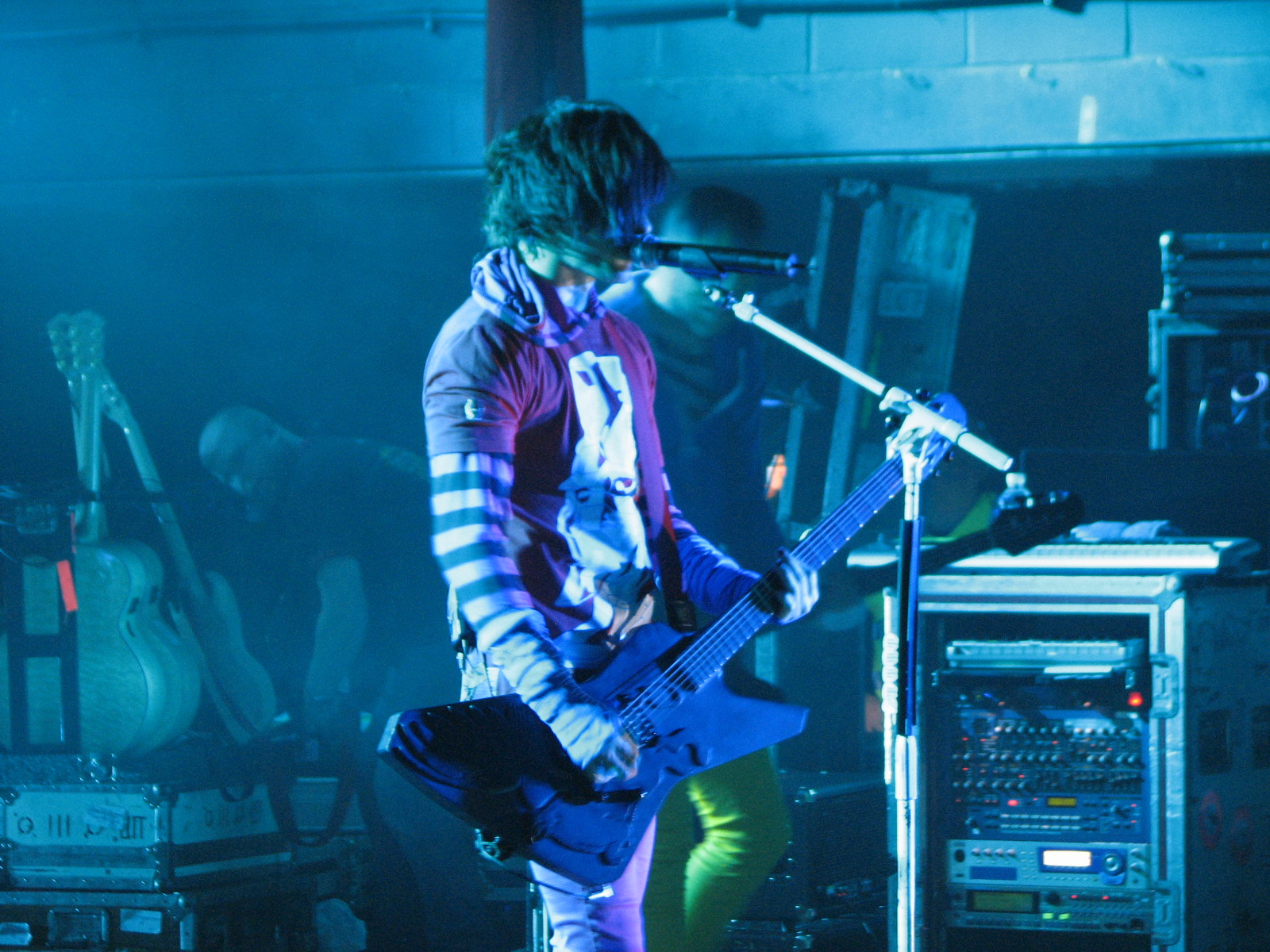
30 Seconds to Mars en concierto durante su gira A Beautiful Lie Tour de 2008.

El primer sencillo, "Attack", es una dinámica expresión de renacimiento y renovación, en la que destacan teclados enérgicos, amplias y abrasivas guitarras y voces contagiosas, que se elevan desde un gemido de dolor afligido hasta un susurro íntimo, además de tener un vídeo musical totalmente energético y con mensajes subliminales, incluyendo frases fugaces, es decir, que trascurren en tan solo unos pocos segundos.
El segundo sencillo, "The Kill", es más reflexivo, conducido por guitarras maravillosamente complejas y un ritmo primitivo que continúa hacia un épico y antémico estribillo. Este sencillo gozó de un gran éxito comercial, y estableció un récord para el éxito de más larga duración en la historia de los Hot Modern Rock Tracks cuando estuvo en el Airplay nacional más de 94 semanas, a raíz de su número de tres picos en el año 2006. Leto dirigió el vídeo musical para la canción bajo su seudónimo «Bartholomew Cubbins», un personaje recurrente de Dr. Seuss Universe. Inspirado en la película El resplandor, de Stanley Kubrick, Leto comento: «la idea del aislamiento, de la identidad y el auto-descubrimiento fueron todos elementos presentes en la canción. Me pareció que este homenaje fue un buen punto de partida y pronto creció para incluir a muchos más elementos fuera de la pieza original de Kubrick».
En 2006, Leto diseño la portada de The 97X Green Room: Volume 2, una compilación de música en vivo de 30 Seconds to Mars en donde aparece la canción «Was It a Dream?». "Was It a Dream?" es una experiencia íntima, melódica y surrealista, latiendo desde un ritmo malhumorado con reminiscencias de The Cure y U2. "From Yesterday", el tercer sencillo del disco, tuvo gran éxito, alcanzando el número uno en los Hot Modern Rock Tracks y colocando a 30 Seconds to Mars en el segundo puesto en el top 10 hit. El vídeo musical de la canción fue el primero grabado en la República Popular China. El 1 de marzo de 2007, mientras tocaban en El Paso, Texas, Jared Leto anunció la salida del bajista de la banda Matt Wachter. Durante el show, Leto sufrió accidentalmente una fractura en la nariz porque al abalanzarse sobre los fanes, debido a las sacudidas, terminó en el suelo. El cuarto sencillo fue "A Beautiful Lie", para el que en 2008 se grabó un vídeo musical a 200 millas al norte del Círculo polar ártico, en Groenlandia. El vídeo fue "un sueño hecho realidad y una de las aventuras más emocionantes que hemos tenido como banda", dijo Leto, y añadió: 

Aunque fue increíblemente difícil y en ocasiones parecía que estaba justo fuera de nuestro alcance, una vez que finalmente llegó la belleza y la magnificencia del terreno, la maravillosa cultura de la gente, y el asombro de un viaje inspirador en sí, era todos más allá de la creencia. Casi todo el mundo ha oído hablar del calentamiento global, pero ahora para el pueblo de Groenlandia es un problema real y tangible de hoy, no es un problema del mañana. Este viaje cambió nuestras vidas.

### Demanda y nuevo contrato con Virgin Records (2008)
Tras concluir la gira de A Beautiful Lie Tour, la banda tenía pensado firmar un nuevo contrato con otro sello discográfico. Por ello Virgin Records realizó una demanda de 30 millones de dólares, alegando que la banda se negó a grabar tres álbumes, tal y como lo exigía el contrato con Inmortal Records y Virgin Records firmado en 1999. Jared Leto respondió a la demanda argumentando: «Bajo la ley de California, donde vivimos y nosotros firmamos nuestro contrato, no se puede vincular un contrato por más de siete años».
30 Seconds to Mars había estado nueve años con la discográfica, por lo que la banda decidió ejercer su derecho de rescindir el viejo contrato, el cual ya estaba fuera de fecha. Después de casi un año de batalla legal, el 28 de abril de 2009 la banda anunció que la demanda ya se había resuelto. La demanda se resolvió al usar la defensa de la banda la ley que la actriz Olivia de Havilland hiciera valer años atrás para deshacer un contrato con Warner Bros. Records. Esta ley dice que en California ningún contrato es válido después de siete años.
La banda decidió volver a firmar un contrato con EMI, la compañía mayor de Inmortal y Virgin Records. Leto comentó que la banda y la discográfica habían resuelto sus problemas a voluntad de la discográfica. Por hacer frente a sus principales preocupaciones y problemas, Leto dijo que de nuevo trabajarían juntos para su próximo álbum.

### This Is War(2009)
El 11 de febrero de 2009, la revista Kerrang! anunció que el nombre del nuevo álbum de la banda sería This Is War. El 28 de abril, cuando regresaban de EMI, la demanda ya había sido anulada. Leto dio a conocer también un poco de información acerca de su viaje a Hawái, donde grabó una canción llamada «Hurricane» con Kanye West.

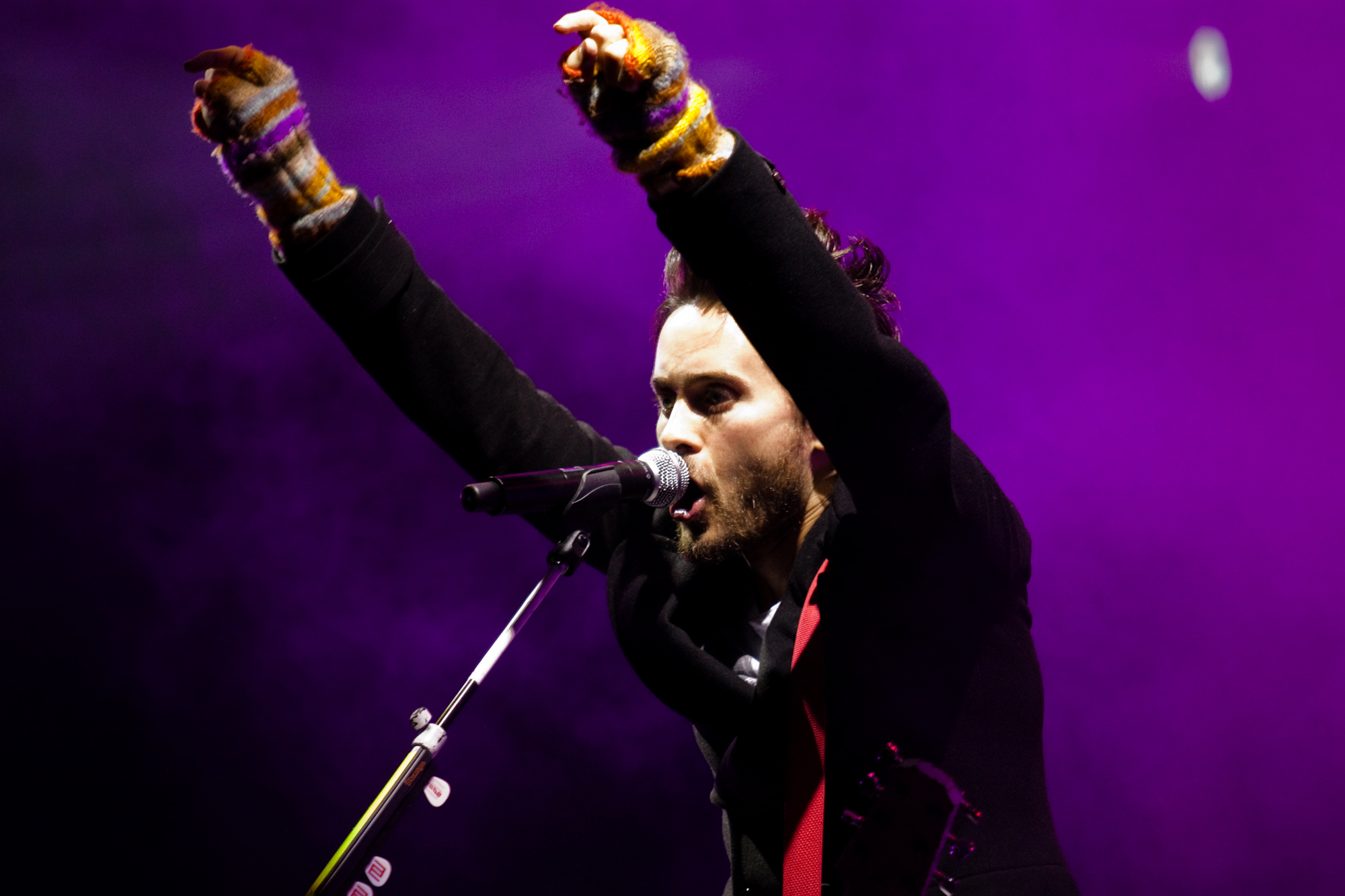
Jared Leto, líder de la banda, en su gira de 2009.

Jared Leto describió el álbum como su tercer álbum conceptual, diciendo que fue creado en un intenso período de dos años, donde sentía como si todo el mundo se caía a pedazos y hubiese cambios masivos. En un intento de involucrar a sus seguidores en This Is War, la banda celebró un evento llamado The Summit, donde los invitó a proporcionar coros al álbum. En el primer evento, en Los Ángeles, se presentaron personas de todo el mundo, por lo que se repitió en ocho países y se extendió de forma digital.
Poco después de que la demanda se anulase, Leto y la banda dijeron en MTV News que estaban planeando lanzar su nuevo álbum en abril de 2009, pero que debido a la demanda de la discográfica de la banda, el lanzamiento se había retrasado para septiembre de ese mismo año. Después de que la banda cambiara las fechas de lanzamiento varias veces, se estrenó el nuevo vídeo de la canción "Kings & Queens", como su nuevo sencillo para promocionar el nuevo álbum. El álbum fue finalmente puesto a la venta el 8 de diciembre de 2009. El 10 de diciembre, la banda interpretó «Kings & Queens» por primera vez en televisión en The Tonight Show con Conan O'Brien, en lo que fue una memorable presentación que incluyó al cuarteto de cuerdas Street Drums Corps y un coro de diez personas.
El álbum alcanzó el número uno en los Tastemaker Albums, el número dos en los Rock Albums y álbumes digitales, el número cuatro en los álbumes de rock alternativo, y el número 18 en el Billboard 200.

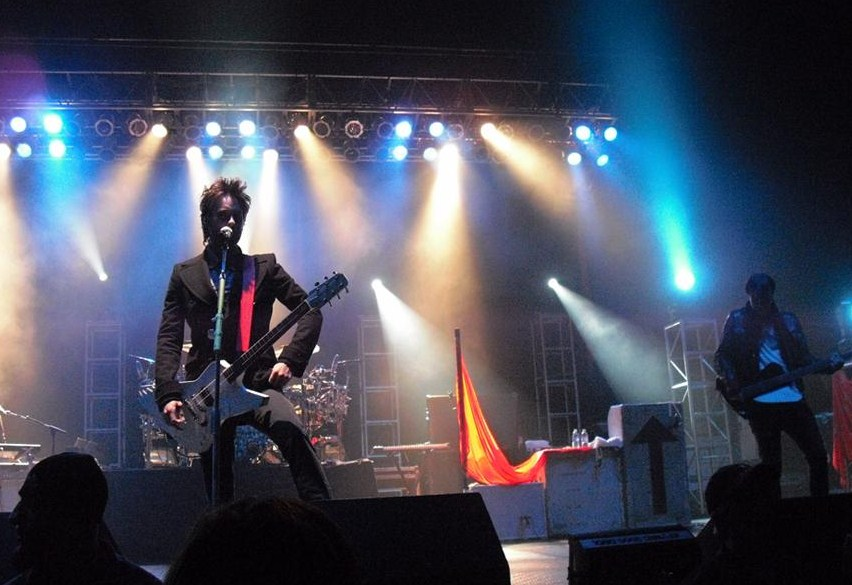
Jared Leto tocando con 30 Seconds to Mars en Houston, Texas, el 17 de febrero de 2010.

El 19 de febrero de 2010, 30 Seconds to Mars comenzó su nueva gira en todo el mundo llamada Into the Wild, para promocionar su nuevo álbum, This Is War. La gira tuvo siete partes, las cuales finalizaron el 18 de diciembre de 2010. La banda también apareció en los MTV Video Music Award el 12 de septiembre de 2010.
El primer sencillo del álbum, al igual que el segundo, «Kings & Queens» y «This Is War», alcanzaron el número uno en canciones alternativas y fueron posicionados en el número cuatro en la lista de las mejores canciones de rock. El vídeo musical de "Kings & Queens" es un cortometraje también llamado "The Ride", el cual fue dirigido por Jared Leto y fue estrenado en el teatro Ricardo Montalbán el 9 de noviembre de 2009; el video se trata de un viaje surrealista, lírico y ligeramente metafórico por la ciudad de los Ángeles, desde el centro de Los Ángeles al muelle de Santa Mónica, según palabras de Leto.
El tercer sencillo, «Closer to the Edge», alcanzó el puesto número siete en la lista de mejores canciones alternativas, convirtiéndose en la quinta banda de Rock Moderno del top 10 hit. Este sencillo posee el récord de más semanas al estar en el número uno durante todo el año 2010 en el UK Rock Chart, manteniéndose en la cima durante ocho semanas consecutivas. El vídeo de la canción fue dirigido por Jared Leto y se estrenó el 7 de junio de 2010 en Nueva Zelanda. El vídeo es un collage con imágenes de la, en ese momento, nueva gira, comentarios de los fanes y fotos de los miembros de la banda durante su juventud. El vídeo se rodó en 89 ciudades y 27 países diferentes durante la gira de la banda Into the Wild Tour.

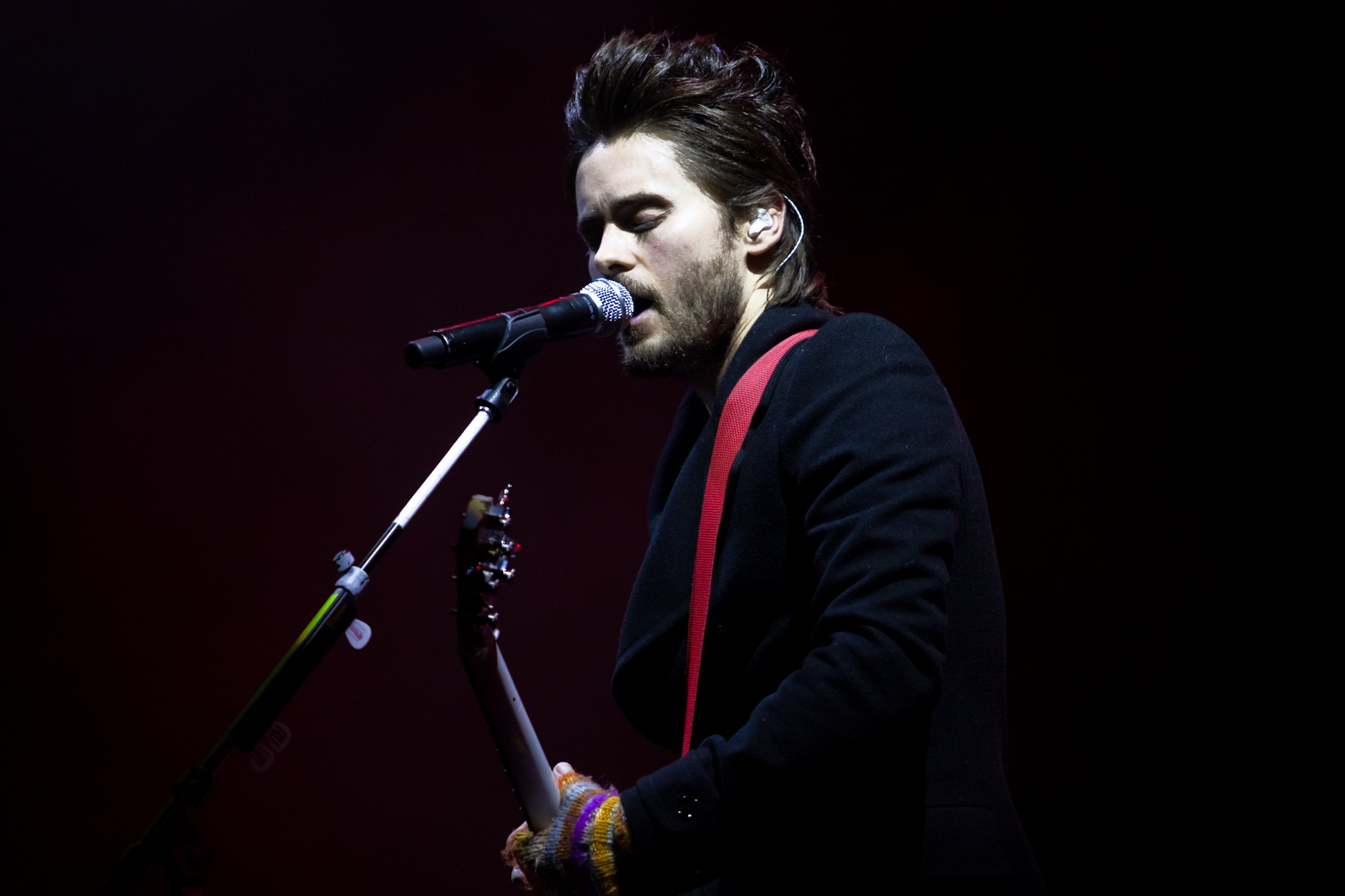
Jared Leto con la banda durante un concierto en 2009.

El cuarto sencillo del álbum fue "Hurricane"; sin embargo, la colaboración vocal de Kanye West para la canción fue eliminada en última instancia, debido a problemas legales en torno a los derechos de cada compañía discográfica. La colaboración fue lanzada más tarde en la edición deluxe del álbum.
El vídeo de la canción fue dirigido por Jared Leto y se estrenó en MTV el 29 de noviembre de 2010. Leto describió la canción como: «Una meditación sobre la violencia del sexo, y el sexo de la violencia».
Leto también describió el concepto diciendo: «Es una pesadilla surrealista, un sueño-fantasía por las calles desoladas y vacías de Nueva York por la noche. No hay gente, no hay autos y ves cómo la banda se encuentra con algunos miedos y algunos fetiches, una serie de desafíos. Es un muy ambicioso, es un cortometraje muy cinematográfico».
«Hurricane» fue recibido polémicamente y fue censurado por sus elementos de violencia, desnudez y sexo. El cortometraje fue más tarde reeditado y fue lanzado en una versión "limpia" que pudo verse al aire en la televisión. A pesar de su censura, "Hurricane" fue elogiado por la crítica y fue nominado para varios premios, entre ellos el MTV Video Music Award a la Mejor dirección.
30 Seconds to Mars logró entrar en el libro Guinness de los récords, obteniendo el puesto número uno por el récord de mayor número de conciertos en una misma gira, siendo esta la gira más larga de la historia de una banda de rock, con más de 300 conciertos durante su gira, aproximadamente 311 sin contar sus conciertos acústicos. Contando éstos, el número se elevaría a 366 conciertos.

## Otros trabajos

### Proyectos comerciales en televisión
En 1998, Leto apareció y proporcionó una fotografía adicional para «Alaska Bush Pilots», un episodio de una hora de Wild Life Adventures. También fue el anfitrión de «Posehn, Papa and Mars», un episodio de la segunda temporada de Player, y participó en Hollywood High, una película documental de televisión sobre la representación de la adicción a las drogas en el cine. En 2006, él narró el documental de Andrew Goldberg, "The Armenian Genocide". Además, Leto recibió los MTV Asia Awards 2008 en la Arena of Stars. Ha aparecido en varios comerciales de televisión, incluyendo uno para el mercado estadounidense de la marca Levi's Jeans que se emitió en 1993. Leto fue además la imagen para la compañía y famosa casa de modas Hugo Boss para su fragancia «Hugo Just Different». La compañía declaró en ese momento que Leto había sido elegido para representar al Hombre de hoy en día. Dicha campaña fue dirigida por Jonas Åkerlund. También agregaron que les gusto la idea de que Leto no solo supiera actuar, sino también cantar, tocar, componer, dirigir y producir.

### Filantropía
Leto asistió a la campaña Amnistía Internacional para apoyar los derechos humanos con motivo del 60 aniversario de la Declaración Universal de los Derechos Humanos de las Naciones Unidas. En el marco de la campaña hizo un cortometraje; además apoya a The Art of Elysium, donde trabaja con otros actores, artistas y músicos dedicando voluntariamente tiempo a los niños que están luchando contra enfermedades. Leto donó elementos para ser convertidos en un reloj Nixon, la venta del cual benefició al Fondo de MusiCares MAP, una organización que ayuda a hacer frente a las adicciones y costea las necesidades de recuperación de los miembros de la comunidad musical.
En junio de 2008, Leto y sus compañeros de banda se unieron a la organización "Hábitat para la humanidad" para trabajar en el programa de reparación de hogares A Brush With Kidness. Antes del evento, la banda organizó una subasta de Build Slots para dar a los fanáticos la oportunidad de ser voluntarios junto a ellos, su familia y amigos. En menos de una semana, seis trabajadores adicionales fueron reclutados y más $10 millones de dólares se llegaron a financiar al para proyectos de la organización. Leto también apoyó al "Hábitat para la humanidad" de Masalia en agosto de 2008.
En abril de 2009, Leto asistió a la "Tarde de la mujer", un evento que recaudaba fondos para el Los Angeles Gay and Lesbian Center. En octubre de ese mismo año recaudó dinero para la campaña contra la proposición 8 de California, una iniciativa para anular la decisión de la Suprema Corte estatal que había legalizado el matrimonio entre personas del mismo sexo. Leto habló en apoyo de los derechos LGBT y del grupo de libertad de acción para la inclusión de derechos «FAIR». También participó en una subasta en línea de carteles hechos y firmados por celebridades para «Defender el amor en igualdad», un grupo de apoyo al matrimonio gay. Decidió hacer su cartel diferente que el resto, al escribir las palabras de la proposición en 8 boletas en él y luego les prendió fuego y puso las cenizas en un frasco en el cual escribió: «Aquí yacen los restos de la proposición 8, que en paz descanse».
En mayo de 2012, Leto publicó en su cuenta de Twitter un mensaje de apoyo cuando se enteró de que Barack Obama había aprobado el matrimonio homosexual: «@jaredleto: me agradó oír esto del propio big B! #igualdad "@BarackObama: "Las parejas del mismo sexo deberían poder casarse." -el presidente Obama"».
Después del terremoto de Haití de 2010, él y 30 Seconds to Mars recaudaron $ 100.100 dólares para el ayudar a las víctimas de la catástrofe. La subasta benéfica incluía entradas de conciertos y un detrás de escena exclusivo para conocer, saludar y tener una cena con los miembros de la banda. 30 Seconds to Mars apoyó además al pueblo de Haití a través del «Proyecto Echelon», «Casa en Haití» y "Esperanza ahora", organizaciones de asistencia a la población haitiana. Letio también dio a conocer un libro de fotografías tomadas durante su viaje a Haití en 2011, en un intento para recaudar fondos para el país devastado por el terremoto. Leto se asoció y ayudó a varias organizaciones desde su llegada a Haití, incluida la organización de socorro de Sean Penn J/P Haitian. Estuvo un año en el país caribeño durante su infancia, y regresó allí en enero de 2011 para reconectar con su antigua casa tras el temblor devastador de enero de 2010. Leto y la banda además donaron artículos para una subasta de la Cruz Roja para ayudar a las personas afectadas por el tsunami sucedido en Japón en 2011.

## Discografía
30 Seconds to Mars
- 2002: 30 Seconds to Mars
- 2005: A Beautiful Lie
- 2009: This Is War
- 2013: Love, Lust, Faith and Dreams
- 2018: America
- 2023: It's the End of the World But It's a Beautiful Day

## Filmografía
| Año  | Título                        | Papel                |
| ---- | ----------------------------- | -------------------- |
| 1994 | Cool and the Crazy            | Michael              |
| 1995 | How to Make an American Quilt | Beck                 |
| 1996 | The Last of the High Kings    | Frankie Griffin      |
| 1997 | Prefontaine                   | Steve Prefontaine    |
| 1997 | Switchback                    | Lane Dixon           |
| 1998 | Basil                         | Basil                |
| 1998 | Urban Legend                  | Paul Gardener        |
| 1998 | La delgada línea roja         | Teniente Whyte       |
| 1999 | Blanco y negro                | Casey                |
| 1999 | Fight Club                    | Angel Face           |
| 1999 | Inocencia interrumpida        | Tobias «Toby» Jacobs |
| 2000 | American Psycho               | Paul Allen           |
| 2000 | Requiem for a Dream           | Harry Goldfarb       |
| 2000 | Sunset Strip                  | Glen Walker          |
| 2002 | Highway                       | Jack Hayes           |
| 2002 | La habitación del pánico      | Junior               |
| 2004 | Alejandro Magno               | Hefestion            |
| 2005 | Lord of War                   | Vitaly Orlov         |
| 2006 | Lonely Hearts                 | Raymond Fernandez    |
| 2007 | Chapter 27                    | Mark David Chapman   |
| 2009 | Mr. Nobody                    | Nemo Nobody          |
| 2013 | Dallas Buyers Club            | Rayon                |
| 2016 | Escuadrón Suicida             | Joker                |
| 2017 | 2036: Nexus Dawn              | Niander Wallace      |
| 2017 | Blade Runner 2049             | Niander Wallace      |
| 2018 | The Outsider                  | Nick Lowell          |
| 2021 | The Little Things             | Albert Sparma        |
| 2021 | Zack Snyder's Justice League  | Joker                |
| 2021 | House of Gucci                | Paolo Gucci          |
| 2022 | Morbius                       | Dr. Michael Morbius  |
| 2023 | Haunted Mansion               | Hatbox Ghost         |
| 2025 | Tron: Ares                    | Ares                 |
| 2025 | Blade                         | Niander Wallace      |

| Año       | Título                | Papel           | Notas                             |
| --------- | --------------------- | --------------- | --------------------------------- |
| 1992–1993 | Camp Wilder           | Dexter          | 2 episodios                       |
| 1993      | Almost Home           | Rick Aiken      | Episodio: «The Fox and the Hound» |
| 1994–1995 | My So-Called Life     | Jordan Catalano | 19 episodios                      |
| 1994      | Cool and the Crazy    | Michael         | Película de televisión            |
| 1998      | Wild Life Adventures  | Él mismo        | Episodio: «Alaska's Bush Pilots»  |
| 2003      | Player$               | Él mismo        | Episodio: «Posehn, Papa and Mars» |
| 2003      | Hollywood High        | Él mismo        | Película documental               |
| 2006      | The Armenian Genocide | Narrador        | Película documental               |
| 2022      | WeCrashed             | Adam Neumann    | Miniserie                         |

| Año       | Título                       | Notas         |
| --------- | ---------------------------- | ------------- |
| 2006      | The Kill                     | Vídeo musical |
| 2006      | From Yesterday               | Vídeo musical |
| 2008      | A Beautiful Lie              | Vídeo musical |
| 2009      | Kings and Queens             | Vídeo musical |
| 2010      | Closer to the Edge           | Vídeo musical |
| 2010      | Hurricane                    | Vídeo musical |
| 2012      | Artifact                     | Documental    |
| 2013      | Up in the Air                | Vídeo musical |
| 2013      | City of Angels               | Vídeo musical |
| 2013      | Do or Die                    | Video musical |
| 2014–2015 | Into the Wild                | Documental    |
| 2015–2018 | Beyond the Horizon           | Documental    |
| 2016      | Great Wide Open              | Documental    |
| 2021      | A Day in the Life of America | Documental    |

| Año  | Título                                   | Notas               |
| ---- | ---------------------------------------- | ------------------- |
| 2001 | Sol Goode                                | Coproductor         |
| 2007 | Chapter 27 (El asesinato de John Lennon) | Productor ejecutivo |
| 2012 | Artifact                                 | Productor           |
| 2015 | Jeremy Scott: The People's Designer      | Productor ejecutivo |
| 2016 | Holy Hell                                | Productor ejecutivo |

## Premios y nominaciones
| Año  | Premio                                           | Categoría                                                            | Trabajo nominado       | Resultado |
| ---- | ------------------------------------------------ | -------------------------------------------------------------------- | ---------------------- | --------- |
| 1995 | Young Artist Awards                              | Mejor actuación de un conjunto de jóvenes en una serie de drama      | My So-Called Life      | Ganador   |
| 1995 | Young Artist Awards                              | Mejor actuación de un conjunto de jóvenes en una serie de televisión | My So-Called Life      | Ganador   |
| 2000 | Broadcast Film Critics Association               | Mejor actor de ayuda                                                 | Inocencia Interrumpida | Nominado  |
| 2000 | National Board of Review of Motion Pictures      | Mejor actor de ayuda                                                 | American Psycho        | Nominado  |
| 2000 | Festival Internacional de Cine de Estocolmo      | Mejor actor                                                          | Requiem for a Dream    | Nominado  |
| 2001 | Florida Film Critics Circle                      | Mejor actor                                                          | Requiem for a Dream    | Nominado  |
| 2001 | Kansas City Film Critics Circle                  | Mejor actor                                                          | Requiem for a Dream    | Nominado  |
| 2001 | Las Vegas Film Critics Society                   | Mejor actor                                                          | Requiem for a Dream    | Nominado  |
| 2001 | Online Film Critics Society                      | Mejor reparto                                                        | Requiem for a Dream    | Nominado  |
| 2001 | Online Film Critics Society                      | Mejor actor de ayuda                                                 | American Psycho        | Nominado  |
| 2001 | Phoenix Film Critics Society                     | Mejor actor                                                          | Requiem for a Dream    | Nominado  |
| 2001 | Southeastern Film Critics Association            | Mejor actor                                                          | Requiem for a Dream    | Nominado  |
| 2003 | DVD Exclusive Awards                             | Mejor actor                                                          | Highway                | Nominado  |
| 2005 | National Board of Review of Motion Pictures      | Mejor actor de ayuda                                                 | Lord of War            | Ganador   |
| 2006 | Fuse Fangoria Chainsaw Awards                    | Mejor video inspirado por una película                               | The Kill               | Ganador   |
| 2006 | Fuse Fangoria Chainsaw Awards                    | Príncipe de la oscuridad                                             |                        | Ganador   |
| 2006 | Hollywood Life's Breakthrough of the Year Awards | Artista crossover                                                    |                        | Ganador   |
| 2006 | MTV Video Music Awards                           | Mejor video de rock                                                  | The Kill               | Nominado  |
| 2006 | MTV Video Music Awards                           | MTV2 Award                                                           | The Kill               | Ganador   |
| 2006 | Festival Internacional de Cine de San Sebastián  | Mejor actor                                                          | Lonely Hearts          | Nominado  |
| 2007 | Kerrang!                                         | Mejor video                                                          | The Kill               | Ganador   |
| 2007 | Kerrang!                                         | Héroe del año                                                        |                        | Nominado  |
| 2007 | Kerrang!                                         | Hombre más sexy                                                      |                        | Nominado  |
| 2007 | MTV Australia Awards                             | Mejor video de rock                                                  | The Kill               | Ganador   |
| 2007 | MTV Australia Awards                             | Mejor video del año                                                  | The Kill               | Ganador   |
| 2007 | MTV Australia Awards                             | Viewer's choice                                                      | The Kill               | Nominado  |
| 2007 | Planeta Awards                                   | Mejor presentación del vocalista hombre                              | The Kill               | Nominado  |
| 2007 | Rock on Request Awards                           | Mejor video                                                          | From Yesterday         | Ganador   |
| 2007 | Rock on Request Awards                           | Mejor líder                                                          |                        | Ganador   |
| 2007 | Rock on Request Awards                           | Mejor gritante                                                       |                        | Ganador   |
| 2007 | Virgin Media Awards                              | Mejor video                                                          | The Kill               | Nominado  |
| 2007 | Virgin Media Awards                              | El hombre más fascinante                                             |                        | Nominado  |
| 2007 | Yahoo! Music Australia                           | Mejor video épico                                                    | From Yesterday         | Ganador   |
| 2007 | Festival de Cine de Zúrich                       | Mejor actor                                                          | Chapter 27             | Nominado  |
| 2008 | Kerrang!                                         | Héroe del año                                                        |                        | Nominado  |
| 2008 | Kerrang!                                         | Hombre más sexy                                                      |                        | Nominado  |
| 2008 | Kerrang!                                         | Mejor video                                                          | A Beautiful Lie        | Nominado  |
| 2008 | MTV Asia Awards                                  | Video estrella                                                       | A Beautiful Lie        | Ganador   |
| 2008 | MTV Europe Music Awards                          | Video estrella                                                       | A Beautiful Lie        | Ganador   |
| 2008 | Rock on Request Awards                           | Mejor Líder                                                          |                        | Ganador   |
| 2008 | Rock on Request Awards                           | Mejor video                                                          | A Beautiful Lie        | Ganador   |
| 2008 | Rock Sound                                       | Mejor video                                                          | A Beautiful Lie        | Nominado  |
| 2008 | Rock Sound                                       | Inspiración masculina                                                |                        | Nominado  |
| 2008 | TMF Awards                                       | Mejor video internacional                                            | A Beautiful Lie        | Nominado  |
| 2009 | Kerrang!                                         | Mejor video del universo                                             | From Yesterday         | Nominado  |
| 2009 | Kerrang!                                         | Mejor video del universo                                             | The Kill               | Ganador   |
| 2009 | Kerrang!                                         | Héroe del año                                                        |                        | Nominado  |
| 2009 | Kerrang!                                         | Hombre más sexy                                                      |                        | Ganador   |
| 2009 | Stockholm International Film Festival            | Mejor actor                                                          | Mr. Nobody             | Nominado  |
| 2009 | Rock on Request Awards                           | Mejor líder                                                          |                        | Ganador   |
| 2009 | Rock on Request Awards                           | Mejor video                                                          | Kings and Queens       | Ganador   |
| 2009 | Rock Sound                                       | Mejor video                                                          | Kings and Queens       | Ganador   |
| 2009 | Festival Internacional de Cine de Venecia        | Volpi Cup por mejor actor                                            | Mr. Nobody             | Nominado  |
| 2010 | CMA Wild and Young Awards                        | Mejor video Internacional                                            | Closer to the Edge     | Ganador   |
| 2010 | Fuse Awards                                      | Mejor video                                                          | Kings and Queens       | Nominado  |
| 2010 | Karlovy Vary Festival del Filme Internacional    | Mejor actor                                                          | Mr. Nobody             | Nominado  |
| 2010 | Kerrang!                                         | Héroe del año                                                        |                        | Nominado  |
| 2010 | Kerrang!                                         | Hombre más sexy                                                      |                        | Ganador   |
| 2010 | Kerrang!                                         | Mejor video                                                          | Kings and Queens       | Nominado  |
| 2010 | MTV Buzzworthy                                   | Video más inolvidablemente épico de 2010                             | Hurricane              | Ganador   |
| 2010 | MTV Europe Music Awards                          | Mejor video                                                          | Kings and Queens       | Nominado  |
| 2010 | MTV Video Music Awards                           | Mejor dirección                                                      | Kings and Queens       | Nominado  |
| 2010 | MTV Video Music Awards                           | Mejor video de rock                                                  | Kings and Queens       | Ganador   |
| 2010 | MTV Video Music Awards                           | Video del año                                                        | Kings and Queens       | Nominado  |
| 2011 | Kerrang! Awards                                  | Mejor video                                                          | Hurricane              | Ganador   |
| 2011 | MTV O Music Awards                               | NSFW Mejor video                                                     | Hurricane              | Ganador   |
| 2011 | NME Awards                                       | Hombre más sexy                                                      |                        | Nominado  |
| 2011 | TRL Awards                                       | Mejor look                                                           |                        | Nominado  |
| 2012 | NME Awards                                       | Hombre más sexy                                                      |                        |           |
| 2013 | MTV Video Music Awards                           | Video del año                                                        | Up in the Air          | Ganador   |
| 2013 | The Hollywood Film Awards                        | Breakout Performance                                                 | Dallas Buyers Club     | Ganador   |
| 2014 | Globos de Oro                                    | Mejor actor de reparto                                               | Dallas Buyers Club     | Ganador   |
| 2014 | Critics Choice Awards                            | Mejor actor de reparto                                               | Dallas Buyers Club     | Ganador   |
| 2014 | Premios del Sindicato de Actores                 | Mejor actor de reparto                                               | Dallas Buyers Club     | Ganador   |
| 2014 | Premios Óscar                                    | Mejor actor de reparto                                               | Dallas Buyers Club     | Ganador   |
| 2021 | Globos de Oro                                    | Mejor actor de reparto                                               | The Little Things      | Nominado  |
| 2016 | Premios Razzie                                   | Peor Actor de Reparto                                                | Escuadrón Suicida      | Nominado  |
| 2022 | Premios Razzie                                   | Peor Actor de Reparto                                                | La casa Gucci          | Ganador   |
| 2022 | Premios Razzie                                   | Peor Combinación en Pantalla                                         | La casa Gucci          | Nominado  |
| 2023 | Premios Razzie                                   | Peor Actor Principal                                                 | Morbius                | Ganador   |